# Julius Georg Bierbaum
Johann Julius Georg Bierbaum (* 16. April 1761 in Braunschweig; † 7. Juli 1844 ebenda) war ein deutscher Kaufmann und Abgeordneter.
Bierbaum war der Sohn des Braunschweiger Kaufmanns Georg Wilhelm Bierbaum (1725–1802) und dessen Ehefrau Anna Elisabeth geborene Müller. Bierbaum, der evangelisch-lutherischer Konfession war, heiratete am 23. April 1810 in Kassel die Tochter des Konsistorialrats und Generalsuperintendenten Julius Philipp Rommel in Kassel, Sophie Rommel. Der gemeinsame Sohn Julius Bierbaum ließ 1846 Bierbaums Nagel erbauen.
Bierbaum war vor 1793 bis 1803 selbstständiger Kaufmann in London. Danach arbeitete er wieder als Kaufmann in Braunschweig. Gemeinsam mit seinem Bruder Heinrich Wilhelm Bierbaum ließ er dort die Villa Bierbaum errichten.
Von 1808 bis 1813 war er Mitglied des Departement-Wahlkollegiums des Oker-Departements. Zwischen dem 2. Juni 1808 und dem 26. Oktober 1813 war er Mitglied der Reichsstände des Königreichs Westphalen für das Departement der Oker und die Wählergruppe der Grundeigentümer.